# Archaphorura alavensis
Archaphorura alavensis is een springstaartensoort uit de familie van de Onychiuridae. De wetenschappelijke naam van de soort is voor het eerst geldig gepubliceerd in 1994 door Simon & Luciañez.